# Ginger Baker
Peter Edward (Ginger) Baker (Lewisham, 19 augustus 1939 – Canterbury, 6 oktober 2019) was een Britse drummer.

## Levensloop
Ginger Baker - geboren in 1939 in het Londense Lewisham - had zijn grootste successen in de jaren 60 met de groep Cream, samen met Jack Bruce en Eric Clapton. Daarvoor speelde hij bij onder anderen Graham Bond en Alexis Korner. Na Cream speelde Baker in Blind Faith met Clapton, Ric Grech en Steve Winwood en in zijn eigen band Ginger Baker's Air Force. Andere bands waarin Baker enige tijd speelde, waren Hawkwind, Atomic Rooster, Masters Of Reality, Public Image Ltd. en samen met de gebroeders Gurvitz in de Baker Gurvitz Army. Baker heeft ook deel uitgemaakt van de groep Bruce-Baker-Moore, een trio dat hij in 1993 vormde met Jack Bruce en Gary Moore. Samen hebben ze één cd uitgebracht getiteld Around The Next Dream.
In zijn stijl verenigde hij jazz, blues en Afrikaanse invloeden. Baker was een van de eerste pop-percussionisten die naar Afrika afreisde om daar etnische ritmes te bestuderen. Hij nam ook twee albums op met Fela Kuti. Zijn opvliegende temperament maakte echter dat Baker moeilijk langdurige samenwerkingen in stand kon houden. Dit kwam ook terug in de documentaire Beware of Mr. Baker, die in 2012 in première ging.
In 2005 gaf Baker met Cream een korte serie concerten in Londen. Hij overleed in 2019 op 80-jarige leeftijd ten gevolge van langdurig roken van tabak aan de longziekte COPD.
Op een in 2016 door het tijdschrift Rolling Stone gepubliceerde ranglijst van 100 beste drummers in de geschiedenis van de popmuziek kreeg Ginger Baker de derde plaats toegekend, achter John Bonham en Keith Moon.
- Bibsys: 7018824
- Biblioteca Nacional de España: XX1010203
- Bibliothèque nationale de France: cb13947240f (data)
- CiNii: DA15935032
- Gemeinsame Normdatei: 134320026
- International Standard Name Identifier: 0000 0000 7839 1735
- Library of Congress Control Number: n91029964
- MusicBrainz: e01d1aff-9cc2-4606-83d7-56445515c6e6
- Nationale Bibliotheek van Tsjechië: xx0036714
- Nationale bibliotheek van Australië: 40598366
- Nationale Bibliotheek van Israël: 987007358268905171
- Nederlandse Thesaurus van Auteursnamen: 070585202
- Istituto Centrale per il Catalogo Unico: MODV311421
- Système universitaire de documentation: 079180728
- Trove: 1448379
- Virtual International Authority File: 27257451
- WorldCat: E39PBJj4vV6dvtcGwMwmM9FxjC